# Зигмунд Фридрих фон Кевенхюлер
Йохан Хайнрих Зигмунд Фридрих фон Кевенхюлер (на немски: Johan Heinrich Siegmund Friedrich Graf von Khevenhüller; * 17 септември 1666, Клагенфурт, Австрия; † 8 декември 1742, Виена, Хабсбургска монархия) е от 1725 г. имперски граф от род Кевенхюлер в Каринтия, фрайхер на Ландскрон и Вернберг. При император Леополд I той заема високи служби, от 1698 до 1712 г. е „ланд-хауптман“ на Каринтия.

## Живот
Той е син на граф Еренрайх фон Кевенхюлер (1640 – 1675) и съпругата му фрайин Бенигна Розина фон Херберщайн (1647 – 1713), правнучка на фрайхер Георг Кристоф фон Херберщайн (1556 – 1613), внучка на фрайхер Файт Зигизмунд фон Херберщайн († 1637), дъщеря на фрайхер Ернст Фридрих фон Херберщайн († 1678) и фрайин Анна Регина фон Фалбенхаупт.
Зигмунд Фридрих следва право в Линц, Залцбург и Прага и пътува от 1685 до 1690 г. през цяла Европа. През 1686 г. става императорски „кемерер“ и член в събранието на Каринтия. От 1711 г. е щатхалтер на Долна Австрия и се мести затова във Виена.
През 1698 г. Зигмунд Фридрих последва умрелия Франц Андре фон Орсини-Росзенберг като ландес-хауптман в Каринтия. След една година се жени за дъщеря му Ернестина Леополдина.
През 1721 г. той става рицар на австрийския Орден на Златното руно. През 1725 г. е издигнат на имперски граф с подобрение на герба и получава „бохемския инколат“. През 1737 г. е приет в „швабската колегия на имперските графове“.
Зигмунд Фридрих купува през 1730 г. графството Хардег и става господар на Прутцендорф, Ригерсбург и Фронсбург, Ваксенберг, Щурмберг, Ханхаузен и Фледнитц също на Хохостервитц и Анабихл.
Той умира на 76 години на 8 декември 1742 г. във Виена и е погребан в гробницата „Мария-Кандия“ в църквата „Св. Михаел“. Синът му Йохан Йозеф фон Кевенхюлер-Меч, е издигнат 1763 г. на княз.

## Фамилия
Първи брак: през 1693 г. с графиня Мария Рената фон Танхаузен (* 31 март 1675, Грац; † 30 август 1698), дъщеря на граф Йохан Йозеф Игнац фон Танхаузен (1650 – 1684) и графиня Анна Елеонора Трушсес фон Ветхаузен (1657 – 1692). Те имат децата:
- Розина Мария Елизабет фон Кевенхюлер (* 22 април 1694; † 13 март 1759), омъжена на 28 април 1714 г. във Виена за граф Йохан Йозеф фон Вурмбранд-Щупах (* 4 май 1688; † 21 декември 1750), син на граф Волфганг Фридрих фон Вурмбранд-Щупах (1652 – 1704)
- Мария Ернестина фон Кевенхюлер (* 10 април 1696; † 4 юли 1757)
- Мария Алойзия фон Кевенхюлер (* 4 август 1698; † 13 март 1759)

Втори брак: на 8 септември 1699 г. във Филах с графиня Ернестина Урсула Леополдина фон Орсини и Розенберг (* 14 май 1683, Виена; † 3 октомври 1728, Виена), дъщеря на имперски граф Франц Андре фон Орсини-Розенберг, фрайхер на Лерхенау и Графенщайн (* 5 април 1653, Клагенфурт; † 28 март 1668), ландес-хауптман и наследствен дворцов майстер в Каринтия, и имперска графиня Амалия Теодора фон Льовенщайн-Вертхайм-Рошфор (1659 – 1701). Те имат децата:
- Мария Анна Йозефа фон Кефенхюлер цу Айхелберг (* 15 март 1705, Клагенфурт; † 4 октомври 1764, Виена), омъжена на 2 септември 1725 г. в замък Николсбург в Микулов за 6. княз Карл Максимилиан фон Дитрихщайн (* 28 април 1702, Бърно; † 24 октомври 1784, Николсбург, Моравия)
- Йохан Йозеф фон Кевенхюлер-Меч (* 3 юли 1706, Клагенфурт; † 18 април 1776, Виена), на 30 декември 1763 г. 1. княз на Кевенхюлер-Меч, женен на 22 ноември 1728 г. във Виена за графиня Каролина фон Меч (* 26 януари 1706, Виена; † 16 април 1784, Виена), дъщеря на граф Йохан Адолф фон Меч (1672 – 1740) и фрайин/графиня Мария Ернестина фон и цу Ауфзес (1691 – 1753)
- Йохан Франц Антон фон Кевенхюлер (* 22 ноември 1707, Клагенфурт; † 2 април 1762, Аугсбург), епископ на Винер Нойщат (1734 – 1740)
- Йохан Леополд Алойз фон Кевенхюлер (* 1 март 1710, Клагенфурт; † 11 юли 1775, Аугсбург)